# Данилово (Калужская область)
Данилово   — деревня в Боровском районе Калужской области. Входит в состав сельского поселения «Деревня Асеньевское».

## География
На  притоке реке Межиха. Рядом Федорино, Старая.

## Население
| 2002 | 2010 |
| ---- | ---- |
| 4    | ↘2   |

## История
В 1782-году деревня Данилово относилось к Боровскому уезду Калужского наместничества, во владении Коллегии Экономии, до этого Чудова монастыря на левом берегу реки Межухи. 